# Swedish Open 2015 - Qualificazioni singolare maschile
Le qualificazioni del singolare dello Swedish Open 2015 sono state un torneo di tennis preliminare per accedere alla fase finale della manifestazione. I vincitori dell'ultimo turno sono entrati di diritto nel tabellone principale. In caso di ritiro di uno o più giocatori aventi diritto a questi sono subentrati i lucky loser, ossia i giocatori che hanno perso nell'ultimo turno ma che avevano una classifica più alta rispetto agli altri partecipanti che avevano comunque perso nel turno finale.

## Teste di serie
1. Paul-Henri Mathieu (qualificato)
2. Kenny de Schepper (secondo turno)
3. Andrea Arnaboldi (qualificato)
4. Renzo Olivo (secondo turno)

1. Giovanni Lapentti (ultimo turno)
2. Rogério Dutra da Silva (qualificato)
3. Maxim Dubarenco (ultimo turno)
4. Constant Lestienne (ultimo turno)

## Qualificati
1. Paul-Henri Mathieu
2. Rogério Dutra da Silva

1. Andrea Arnaboldi
2. Julian Reister

## Tabellone

### Legenda
| - Q = Qualificato - WC = Wild card - LL = Lucky loser | - ALT = Alternate - SE = Special Exempt - PR = Protected Ranking | - w/o = Walkover - r = Ritirato - d = Squalificato |

### Sezione 1
|  | Primo turno | Primo turno        | Primo turno        | Primo turno | Primo turno |  |  | Secondo turno | Secondo turno      | Secondo turno      | Secondo turno     | Secondo turno     |   |   | Ultimo turno | Ultimo turno       | Ultimo turno       | Ultimo turno | Ultimo turno |  |
|  |             |                    |                    |             |             |  |  |               |                    |                    |                   |                   |   |   |              |                    |                    |              |              |  |
|  | 1           | Paul-Henri Mathieu | Paul-Henri Mathieu | 6           | 7           |  |  |               |                    |                    |                   |                   |   |   |              |                    |                    |              |              |  |
|  |             | Daniel Windahl     | Daniel Windahl     | 1           | 5           |  |  | 1             | Paul-Henri Mathieu | Paul-Henri Mathieu | 6                 | 6                 |   |   |              |                    |                    |              |              |  |
|  |             | Peter Luczak       | 6                  | 65          | 6           |  |  |               | Peter Luczak       | Peter Luczak       | 2                 | 4                 |   |   |              |                    |                    |              |              |  |
|  |             | Stefan Lindmark    | 3                  | 7           | 3           |  |  |               |                    |                    |                   |                   |   |   | 1            | Paul-Henri Mathieu | Paul-Henri Mathieu | 6            | 6            |  |
|  |             | Isak Arvidsson     | Isak Arvidsson     | 7           | 6           |  |  |               |                    | 5                  | Giovanni Lapentti | Giovanni Lapentti | 2 | 3 |              |                    |                    |              |              |  |
|  | WC          | André Göransson    | André Göransson    | 5           | 0           |  |  |               | Isak Arvidsson     | Isak Arvidsson     | 2                 | 3                 |   |   |              |                    |                    |              |              |  |
|  |             | Robin Staňek       | 2                  | 6           | 4           |  |  | 5             | Giovanni Lapentti  | Giovanni Lapentti  | 6                 | 6                 |   |   |              |                    |                    |              |              |  |
|  | 5           | Giovanni Lapentti  | 6                  | 4           | 6           |  |  |               |                    |                    |                   |                   |   |   |              |                    |                    |              |              |  |

### Sezione 2
|  | Primo turno | Primo turno            | Primo turno            | Primo turno | Primo turno |  |  | Secondo turno | Secondo turno          | Secondo turno          | Secondo turno          | Secondo turno          |   |   | Ultimo turno | Ultimo turno    | Ultimo turno    | Ultimo turno | Ultimo turno |  |
|  |             |                        |                        |             |             |  |  |               |                        |                        |                        |                        |   |   |              |                 |                 |              |              |  |
|  | 2           | Kenny de Schepper      | Kenny de Schepper      | 6           | 6           |  |  |               |                        |                        |                        |                        |   |   |              |                 |                 |              |              |  |
|  |             | Gleb Sakharov          | Gleb Sakharov          | 2           | 2           |  |  | 2             | Kenny de Schepper      | Kenny de Schepper      | 5                      | 65                     |   |   |              |                 |                 |              |              |  |
|  |             | Stéphane Robert        | 1                      | 7           | 6           |  |  |               | Stéphane Robert        | Stéphane Robert        | 7                      | 7                      |   |   |              |                 |                 |              |              |  |
|  |             | Fred Simonsson         | 6                      | 5           | 3           |  |  |               |                        |                        |                        |                        |   |   |              | Stéphane Robert | Stéphane Robert | 2            | 4            |  |
|  |             | Daniel Glancy          | Daniel Glancy          | 0           | 0           |  |  |               |                        | 6                      | Rogério Dutra da Silva | Rogério Dutra da Silva | 6 | 6 |              |                 |                 |              |              |  |
|  |             | Miša Zverev            | Miša Zverev            | 6           | 6           |  |  |               | Miša Zverev            | Miša Zverev            | 4                      | 4                      |   |   |              |                 |                 |              |              |  |
|  |             | Jonathan Mridha        | Jonathan Mridha        | 2           | 0           |  |  | 6             | Rogério Dutra da Silva | Rogério Dutra da Silva | 6                      | 6                      |   |   |              |                 |                 |              |              |  |
|  | 6           | Rogério Dutra da Silva | Rogério Dutra da Silva | 6           | 6           |  |  |               |                        |                        |                        |                        |   |   |              |                 |                 |              |              |  |

### Sezione 3
|  | Primo turno | Primo turno            | Primo turno            | Primo turno | Primo turno |  |  | Secondo turno | Secondo turno          | Secondo turno          | Secondo turno   | Secondo turno   |    |   | Ultimo turno | Ultimo turno     | Ultimo turno     | Ultimo turno | Ultimo turno |  |
|  |             |                        |                        |             |             |  |  |               |                        |                        |                 |                 |    |   |              |                  |                  |              |              |  |
|  | 3           | Andrea Arnaboldi       | Andrea Arnaboldi       | 6           | 6           |  |  |               |                        |                        |                 |                 |    |   |              |                  |                  |              |              |  |
|  | WC          | Daniel Appelgren       | Daniel Appelgren       | 4           | 2           |  |  | 3             | Andrea Arnaboldi       | Andrea Arnaboldi       | 7               | 6               |    |   |              |                  |                  |              |              |  |
|  | WC          | Dragoș Nicolae Mădăraș | Dragoș Nicolae Mădăraș | 6           | 6           |  |  | WC            | Dragoș Nicolae Mădăraș | Dragoș Nicolae Mădăraș | 5               | 2               |    |   |              |                  |                  |              |              |  |
|  |             | Mikhail Ledovskikh     | Mikhail Ledovskikh     | 2           | 4           |  |  |               |                        |                        |                 |                 |    |   | 3            | Andrea Arnaboldi | Andrea Arnaboldi | 7            | 6            |  |
|  | WC          | Filip Bergevi          | 7                      | 2           | 6           |  |  |               |                        | 7                      | Maxim Dubarenco | Maxim Dubarenco | 65 | 3 |              |                  |                  |              |              |  |
|  |             | Robert Farah           | 5                      | 6           | 2           |  |  | WC            | Filip Bergevi          | 4                      | 6               | 4               |    |   |              |                  |                  |              |              |  |
|  |             | Sam Taylor             | Sam Taylor             | 64          | 4           |  |  | 7             | Maxim Dubarenco        | 6                      | 3               | 6               |    |   |              |                  |                  |              |              |  |
|  | 7           | Maxim Dubarenco        | Maxim Dubarenco        | 7           | 6           |  |  |               |                        |                        |                 |                 |    |   |              |                  |                  |              |              |  |

### Sezione 4
|  | Primo turno | Primo turno         | Primo turno        | Primo turno | Primo turno |  |  | Secondo turno | Secondo turno      | Secondo turno      | Secondo turno      | Secondo turno      |   |   | Ultimo turno | Ultimo turno   | Ultimo turno   | Ultimo turno | Ultimo turno |  |
|  |             |                     |                    |             |             |  |  |               |                    |                    |                    |                    |   |   |              |                |                |              |              |  |
|  | 4           | Renzo Olivo         | 65                 | 6           | 6           |  |  |               |                    |                    |                    |                    |   |   |              |                |                |              |              |  |
|  |             | Martin Pedersen     | 7                  | 3           | 2           |  |  | 4             | Renzo Olivo        | Renzo Olivo        | 3                  | 4                  |   |   |              |                |                |              |              |  |
|  |             | Lucas Renard        | Lucas Renard       | 3           | 2           |  |  |               | Julian Reister     | Julian Reister     | 6                  | 6                  |   |   |              |                |                |              |              |  |
|  |             | Julian Reister      | Julian Reister     | 6           | 6           |  |  |               |                    |                    |                    |                    |   |   |              | Julian Reister | Julian Reister | 6            | 6            |  |
|  |             | Oscar Mesquida Berg | 6                  | 4           | 4           |  |  |               |                    | 8                  | Constant Lestienne | Constant Lestienne | 4 | 3 |              |                |                |              |              |  |
|  |             | Sandro Ehrat        | 3                  | 6           | 6           |  |  |               | Sandro Ehrat       | Sandro Ehrat       | 63                 | 4                  |   |   |              |                |                |              |              |  |
|  |             | Jacob Adaktusson    | Jacob Adaktusson   | 4           | 2           |  |  | 8             | Constant Lestienne | Constant Lestienne | 7                  | 6                  |   |   |              |                |                |              |              |  |
|  | 8           | Constant Lestienne  | Constant Lestienne | 6           | 6           |  |  |               |                    |                    |                    |                    |   |   |              |                |                |              |              |  |